# 奉命不上訴
奉命不上訴，發生於1958年5月，起因為台灣台中地檢處檢察官黃向堅起訴中國國民黨籍南投縣縣長李國楨涉嫌貪瀆，一審判無罪，檢察官不服打算再上訴，竟遭到首席檢察官延憲諒施壓。延在公文上批下「奉命不上訴」而引發軒然大波。當時台灣省議會與立法院有人問：「奉誰之命？」答案是「奉自己之命」。此案後來在法庭上輾轉多年，1964年4月20日，經臺中高分院二審判決，李國楨一度判刑六個月，何西蹴處刑一年。最後李國楨被判無罪。
2006年6月，法務部主辦「檢察世紀文物展」中，法務部將「奉命不上訴」案卷公諸反省。延憲諒原文為「奉令不上訴（五、廿九）」。